# Croton spiralis
Espèce
Croton spiralis est une espèce de plantes à fleurs du genre Croton et de la famille des Euphorbiaceae, présente à l'est de Cuba.
Il a pour synonymes :
- Croton cueroensis, Britton & P.Wilson, 1920
- Oxydectes spiralis, (Müll.Arg.) Kuntze